# Mera-Elzab Meritum
Il Meritum è un home computer polacco prodotto nel 1983 e allora punta di diamante dell'industria informatica polacca. È stato inoltre il primo home computer polacco. 
Il Meritum era un clone del TRS-80 Model I dotato dell'interprete BASIC di livello II in lingua polacca residente nella memoria ROM. 
Mera-Elzab fece due versioni del Meritum e ne annunciò una terza, mai prodotta, al Computer fair del 1986.

## Meritum I
Il Meritum I fu lanciato nel 1983 con 16 kB di memoria RAM. In modalità testo visualizzava 32 colonne per 16 linee. Aveva una modalità semi-grafica con risoluzione di 32x16, 64x16, 128x48 pixel. Il display era monocromatico e le capacità di espansione limitate.

## Meritum II

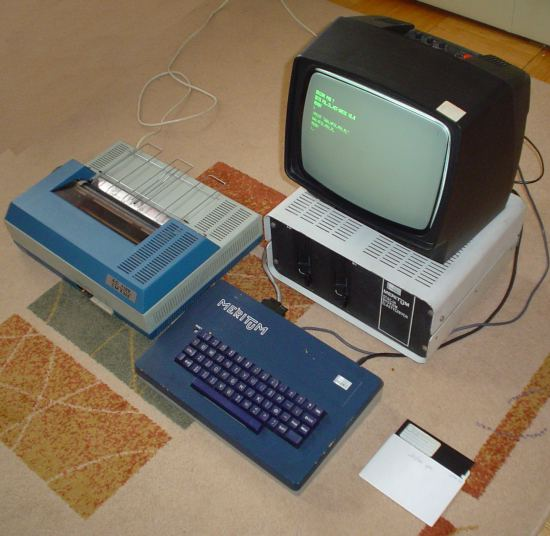
Sistema Meritum II completo.

Il Meritum II fu lanciato nel 1985 con 48 kB di RAM. La macchina era dotata di un lettore di floppy disk. Opzionali erano il sistema operativo MER-DOS o il CP/M 2.2.

## Meritum III
La modalità semi-grafica poteva ora visualizzare 4 colori. Era poi dotato di una modalità grafica con risoluzione di 256x192 con 4 livelli di grigio o 512x192 monocromatica. Non prodotto.

## Caratteristiche tecniche
- CPU U880D a 2,50 MHz
- RAM 16 kB (base) - 64 KB max.
- VRAM 1 KiB
- ROM 14 kB
- Tastiera meccanica a 57 tasti con tasti cursore
- Display testo: 32x16; semi-grafica (Meritum I): 32x16, 64x16 or 128x48 pixel and grafica (Meritum II): 256x192 pixels (4 livelli di grigio) e 512x192 pixels (monocromatico).
- Suono buzzer
- Porte di I/O per registratore a cassetta, porta parallela, seriale e porta per drive esterno (Meritum II)
- Memoria di massa registratore a cassette (500 baud) o floppy esterno da 5" 1/4